# Jean-Bernard Macquart
Jean-Bernard Macquart, né le 3 juin 1945 à Liévin (Pas-de-Calais), est un footballeur français évoluant au poste de milieu de terrain.

## Carrière
Jean-Bernard Macquart évolue au Racing Club de Lens de 1964 à 1968, essentiellement en équipe réserve, sauf lors de la saison 1965-1966 où il joue cinq matchs de première division.  Après un passage au SC Abbeville de 1968 à 1969 et au RC Arras de 1969 à 1970, Macquart retourne au RC Lens où il joue 45 matchs de Division 2, remportant ainsi le titre de champion de France de deuxième division 1972-1973. Il termine sa carrière dans des clubs amateurs, l'USA Liévin et le FC Bully. 